# Acacia angustifolia
Acacia angustifolia là một loài thực vật có hoa trong họ Đậu. Loài này được (Jacq.) Wendland miêu tả khoa học đầu tiên năm 1820.